# اچ‌ام‌اس اکسپرس (پی۱۶۳)
اچ‌ام‌اس اکسپرس (پی۱۶۳) (به انگلیسی: HMS Express (P163)) یک کشتی است که طول آن 20.8 m (68 ft 3 in) می‌باشد.